# Орлов, Владимир Алексеевич (хоккеист)
Владимир Алексеевич Орлов (15 июля 1926 — неизвестно) — советский хоккеист, нападающий.

## Биография
Воспитанник московского хоккея. Выступал за команды «Динамо» Московская область (1949/50), «Динамо» Таллин (1950/51),
«Химик» / ДК им. Карла Маркса (Электросталь) (1951/52, 1956/57), «Крылья Советов» (1951/52), «Спартак» Москва (1952/53), «Шахтёр» Донской (1953/54 — 1954/55), «Буревестник» Москва (1955/56), «Труд» Ногинск (1959/60), «Труд» Рязань (1960/61).
В 1 группе / классе «А» играл в сезонах 1950/51 — 1952/53, 1955/56 — 1956/57.